# دليل المسافر إلى المجرة (فلم)
دليل المسافر إلى المجرة (بالإنجليزية: The Hitchhiker's Guide to the Galaxy)، هو فيلم كوميدي وخيال العلمي من إخراج جاريث جينجس صدر عام 2005 في الولايات المتحدة. الفيلم من بطولة مارتن فريمان، سام روكويل، موس ديف، زوي ديشانيل، بيل ناي، آنا شانسلور، جون مالكوفيتش. تلقى الفيلم مراجعات إيجابية من النقاد وحقق أكثر من 100 مليون دولار في جميع أنحاء العالم.

## القصة
في صباح أحد أيام الخميس، يكتشف آرثر دينت أن منزله سيُهدم على الفور لإفساح المجال لإنشاء لممر جانبي. يحاول دينت عرقلة عمل الجرافات بالاستلقاء أمامها. فورد بريفكت وهو صديق لآرثر يقنعه بالذهاب معه إلى الحانة. وبعد أن شربا عدة كؤوس من البيرة يخبر فورد صديقه بأنه من سكان الفضاء أتى من منكب الجوزاء، وصحفي يعمل على تأليف كتاب دليل المسافر إلى المجرة (كتاب) وهو كتاب إرشادي عالمي يحذر فيه فورد من أن الأرض سيتم هدمها في وقت لاحق من ذلك اليوم بواسطة مجموعة عرقية تسمى فوجونز، لإفساح المجال لتجاوز الفضاء.

## روابط خارجية
- مقالات تستعمل روابط فنية بلا صلة مع ويكي بيانات